# خانه ابراهیم بیک مسینائی
خانه ابراهیم بیک مسینائی مربوط به دوره افشار - دوره قاجار است و در شهرستان درمیان، روستای درمیان، کوچه بخشداری قدیم، جنب مسجد واقع شده و این اثر در تاریخ ۱۲ تیر ۱۳۸۴ با شمارهٔ ثبت ۱۲۰۸۹ به‌عنوان یکی از آثار ملی ایران به ثبت رسیده است.